# Homestead-Miami Speedway

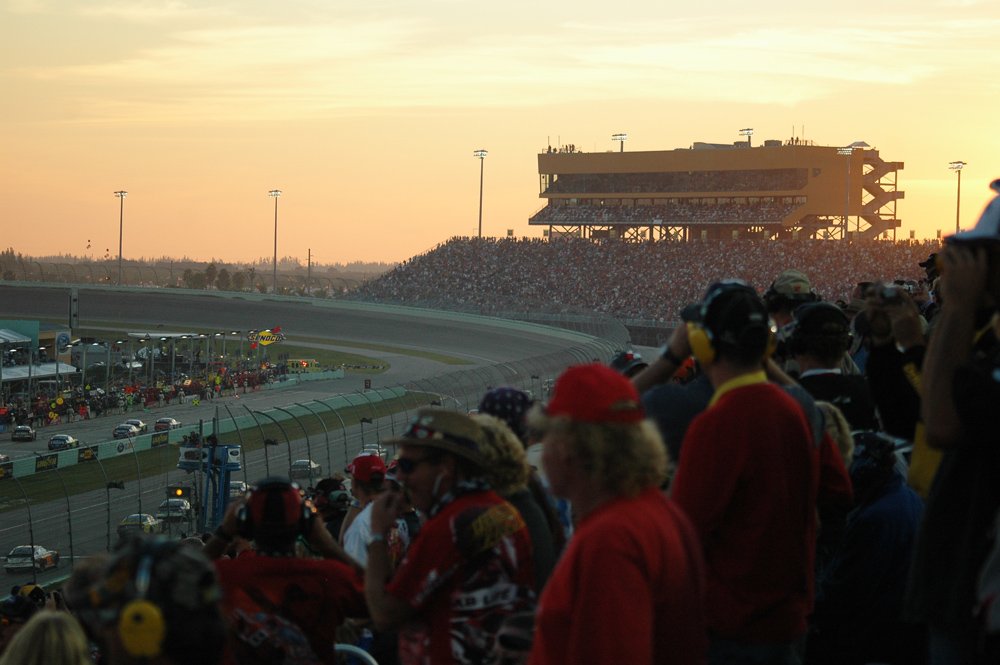
Homestead-Miami Speedway.

De Homestead-Miami Speedway is een racecircuit gelegen in de Amerikaanse stad Homestead nabij Miami in de staat Florida. Het ovaal circuit dat in 1995 in gebruik werd genomen wordt gebruikt in de verschillende NASCAR kampioenschappen en de IndyCar Series. Het circuit heeft een lengte van 1,5 mijl of 2,4 km. Binnen het ovale circuit zijn eveneens twee wegcircuits aangelegd die gedeeltelijk over het ovale circuit lopen.
Vanaf 2002 is de Ford 400 de afsluitende race van het kampioenschap in de NASCAR Sprint Cup. De eerste editie van 1999 werd gewonnen door Tony Stewart.
Het snelheidsrecord op het circuit staat op naam van Sam Hornish Jr., die in het Indy Racing League seizoen van 2006 een kwalificatieronde reed met een snelheid van 351,7 km/h. Tijdens hetzelfde race weekend verongelukte de Amerikaanse coureur Paul Dana op het circuit.
Vanaf 2025 organiseert het circuit de ePrix van Miami, een ronde uit het Formule E-kampioenschap. In deze klasse wordt op het wegcircuit gereden.

## Galerij van de circuits
De lichtgrijze lijnen zijn de delen van de andere circuits.

Speedway
Wegcircuit
Hybride circuit —Officieel de "Modified Road Course" genoemd.

## Winnaars op het circuit
Winnaars op het circuit voor een race uit de Champ Car kalender.
| Jaar | Rijder           |
| ---- | ---------------- |
| 1996 | Jimmy Vasser     |
| 1997 | Michael Andretti |
| 1998 | Michael Andretti |
| 1999 | Greg Moore       |
| 2000 | Max Papis        |

Winnaars op het circuit voor een race uit de Indy Racing League kalender.
| Jaar | Rijder           |
| ---- | ---------------- |
| 2001 | Sam Hornish Jr.  |
| 2002 | Sam Hornish Jr.  |
| 2003 | Scott Dixon      |
| 2004 | Sam Hornish Jr.  |
| 2005 | Dan Wheldon      |
| 2006 | Dan Wheldon      |
| 2007 | Dan Wheldon      |
| 2008 | Scott Dixon      |
| 2009 | Dario Franchitti |
| 2010 | Scott Dixon      |